# Amficàrpia
L'amficàrpia és la qualitat que posseeixen determinades plantes que poden produir fruits de formes diferents, segons deriven de flors normals i originades en la part aèria de la planta o de flors casmògames soterrades. Aquesta propietat es produeix en la planta desèrtica Gymnarrhena micrarltha.